# 三田杏華
三田 杏華（みた きょうか、1993年1月13日 - ）は、日本の演歌歌手。愛媛県喜多郡出身。所属事務所はエスプロエンタテインメント。

## 人物
血液型AB型。趣味は読書、スイーツ探訪。特技はピアノ、津軽三味線、和太鼓、トロンボーン、オカリナ。

## 作品

### シングル
- 『孫の唄 ／ 何がなんでも幸せに』（2016年1月）
- 『おかげ様で絶好調 ／ 春のすみだ川（シングルバージョン』（2017年2月）[5]
- 『アンコ椿は恋の花 ／ 瀬戸内花言葉』（2017年11月）[6]
- 『猫ちゃんカーニバル ／ 元気でいてね』（2019年2月）
- 『恋みれん ／ ゴンドラ哀歌』（2021年6月）

### ミニアルバム
- 『はじめまして、三田杏華です。』（2016年6月）

### その他
- 「がんばれ高齢者」 （2019年7月）三田杏華 with プラザキッズ 名義

## 出演履歴

### テレビ
- 2017年10月　NHK BSプレミアム「新・BS日本のうた」
- 2018年  2月　NHK総合「ごごウタ」
- 2018年  3月　テレビ東京「洋子の演歌一直線」
- 2019年  5月　群馬テレビ「カラオケチャンネル」　など

### ラジオ
- FM湘南ナパサ「三田杏華の音楽華だより」（毎週日曜日 朝9：00～9：30）<2016年4月～2018年3月　レギュラー>
- ニッポン放送「中山秀征の有楽町で逢いまSHOW♪」
- ラジオ日本「おはよう歌一番」「夏木ゆたかのホッと歌謡曲」　など

### ワンマンライブ
- 2016年  6月　三田杏華ふるさとコンサート（愛媛県喜多郡内子町：文化交流センタースバル）
- 2017年  3月　三田杏華ディナーショー（愛媛県今治市：タオル美術館）
- 2017年  7月　三田杏華ファーストライブ㏌赤坂（東京都港区：November Eleventh ）
- 2018年  1月　三田杏華新春ライブ㏌築地・汐留（東京都港区：BLUEMOOD）
- 2019年  9月　三田杏華ファンクラブ発足記念ワンマンライブ（東京都港区：BLUEMOOD）

### イベント
- 第29回なかやま栗まつり（愛媛県伊予市・2016年）
- 関東愛媛県県人会秋の大園遊会（ホテル椿山荘東京）
- 第69回秦野たばこまつり（神奈川県秦野市・2016年）
- 千代の亀酒造新酒まつり（愛媛県内子町）
- 松尾神社例祭（神奈川県横浜市戸塚区）
- 湘南ひらつか七夕まつり（神奈川県平塚市）
- 第33回日本司会芸能協会まつり（なかのZEROホール・2018年）
- 内子町文化交流センタースバル開館20周年記念コンサート（愛媛県内子町・2019年）

　ほか多数